# Bobby Ray
Bobby Ray est un acteur, réalisateur, monteur et scénariste américain né le 9 octobre 1899 à New York (États-Unis), décédé le 26 mars 1957 à Los Angeles (Californie).

## Filmographie

### comme acteur
- 1923 : Post No Bills
- 1925 : Cagey Love : The Dizzy Clerk
- 1925 : Stick Around (en) de Ward Hayes : Paperhanger's Helper
- 1925 : Hey, Taxi! de Ted Burnsten : Taxi driver
- 1925 : Hop to It! de Ted Burnsten : A bellhop
- 1925 : They All Fall (en) de Ralph Ceder : The assistant janitor
- 1926 : Stork Mad : Bobby
- 1926 : Bonehead Bobby
- 1926 : Howdy Judge
- 1926 : Her Hunter Hero
- 1926 : Don't Kid Me
- 1926 : One P.M.
- 1926 : The Stupid Prince
- 1926 : My Baby d'Arthur Hotaling
- 1926 : The Flirting Fool
- 1926 : The Channel Swim
- 1927 : Greet the Wife
- 1927 : A Turkish Bath

### comme réalisateur
- 1927 : Twenty Legs Under the Sea
- 1928 : Dugan of the Dugouts
- 1928 : Riley of the Rainbow Division

### comme monteur
- 1933 : His Private Secretary

### comme scénariste
- 1928 : Dugan of the Dugouts